# Luboš Motl

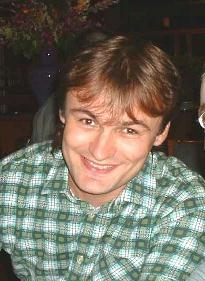
Luboš Motl

Luboš Motl (ur. 5 grudnia 1973 w Pilźnie) – czeski fizyk teoretyczny i bloger.
Jego badania skupiają się wokół teorii strun, której jest zagorzałym obrońcą. W 1997 zaproponował macierzową teorię strun. Jako bloger popularyzował fizykę i komentował zagadnienia związane z globalnym ociepleniem oraz polityką.